# Appedesis vidua
Appedesis vidua là một loài bọ cánh cứng trong họ Cerambycidae.